# Corydalis aitchisonii
Corydalis aitchisonii är en vallmoväxtart. Corydalis aitchisonii ingår i släktet nunneörter, och familjen vallmoväxter.

## Underarter
Arten delas in i följande underarter:
- C. a. aitchisonii
- C. a. kamelinii